# Gadolinita-(Ce)
La gadolinita-(Ce) és un mineral de la classe dels silicats, que pertany al grup gadolinita-datolita. Rep el seu nom de Johan Gadolin (1760-1852) i de l'element ceri, la terra rara dominant.

## Característiques
La gadolinita-(Ce) és un nesosilicat de ferro, beril·li i diverses terres rares, entre les quals destaquen el lantani, l'itri, el neodimi i el ceri. Sovint és lleugerament radioactiva degut a un lleu contingut d'urani i/o de tori; per tant, sovint metamictza. Cristal·litza en el sistema monoclínic. És l'anàleg de ceri de la gadolinita-(Y). La seva duresa es troba entre 6,5 i 7 a l'escala de Mohs.
Segons la classificació de Nickel-Strunz, la gadolinita-(Ce) pertany a «09.AJ: Estructures de nesosilicats (tetraedres aïllats), amb triangles de BO₃ i/o B[4], tetraèdres de Be[4], compartint vèrtex amb SiO₄» juntament amb els següents minerals: grandidierita, ominelita, dumortierita, holtita, magnesiodumortierita, garrelsita, bakerita, datolita, gadolinita-(Y), hingganita-(Ce), hingganita-(Y), hingganita-(Yb), homilita, melanocerita-(Ce), minasgeraisita-(Y), calcibeborosilita-(Y), stillwellita-(Ce), cappelenita-(Y), okanoganita-(Y), vicanita-(Ce), hundholmenita-(Y), proshchenkoita-(Y) i jadarita.

## Formació i jaciments
Es troba en filons de pegmatita sienita al llarg del contacte entre basalts i monzonites. Sol trobar-se associada a altres minerals com: aegirina, piroclor, zircó, apatita, titanita, pirofanita, magnetita, loparita, chevkinita, biotita, microclina, helvita, molibdenita, albita, apofil·lita, quars i calcita. La seva localitat tipus es troba a Buer, Bjørkedalen, Porsgrunn, Telemark, Noruega.